# 宇井徹雄
宇井 徹雄（うい てつお、1943年 - ）は、日本の経営工学者。大阪工業大学名誉教授・第5代工経会会長。工学博士（東京工業大学）。日本経営工学会名誉会員・元会長。元経営情報学会理事・関西支部長。元日本人間工学会評議員。
専門は、経営工学・技術経営 (MOT)、インダストリアルエンジニアリング、ナレッジマネジメント、社会システム工学。

## 略歴
1966年大阪工業大学工学部工業経営学科（のちの経営工学科）を卒業（第一期生）、同大学助手。1971年同大学大学院工業経営学修士課程修了。のちに東京工業大学にて工学博士。
大阪工業大学工学部経営工学科（現：情報科学部データサイエンス学科）講師、助教授を経て、1988年同学科教授。2006年同学部技術マネジメント学科教授。2008年同大学定年退職。2011年大阪工業大学名誉教授。
2016年大阪工業大学工大校友会会長。第5代大阪工業大学工経会会長・相談役も歴任。
大阪工業大学工学部経営工学科・技術マネジメント学科で30年以上の長きに渡り教鞭を執り、特にMOTと経営工学の融合・調和の推進に貢献した。

## 主な著書
- 経営工学ハンドブック（共著、丸善1994、学術書）
- 生産管理用語辞典（共著、日本規格協会2002、学術書）
- 意思決定支援とグループウェア（共著、共立出版1995、学術書）
- CIM-基礎と応用-（共訳、オーム社1991、学術書）
- ヒューマンファクター 新人間工学ハンドブック（共訳、同文書院1989、学術書）

## 主な研究
- MOT・イノベーションと経営工学に関する研究[9]
- ナレッジマネジメント(KM)の動向と新しい視点に関する研究
- グループウェア・イントラネットによる組織改革・業務革新
- マンパワー・プランニング問題に関する研究 - 東京工業大学との共同研究[10][11]
- 企業組織におけるコミュニケーション・メディアの選択に関する研究
- ファジィシステム理論に基づく意思決定エキスパートシステムに関する研究[12]
- 非同期/分散環境におけるGSS(集団支援システム)に関する研究